# Biển lửa (phim Thái Lan)
Talay Fai (tên tiếng Thái: ทะเลไฟ, tiếng Việt: Biển lửa) là bộ phim truyền hình Thái Lan phát sóng vào năm 2016, phim nằm trong phần 2 của The Fire Series. Phim với sự tham gia của Mick Tongraya và Stephany Auernig. Phim được phát sóng trên kênh Channel 7 (CH7) Thái Lan từ ngày 16 tháng 05 năm 2016.

## Nội dung
Sau khi phát hiện ra rằng cha cô đã có quan hệ với thư ký của mình trong nhiều năm, Pasika (Cat) bị tổn thương sâu sắc còn mẹ cô đã rất đau khổ và bị cú sốc đến mất đi sự tỉnh táo. Không thể chấp nhận sự thật đau đớn, cô quyết định trốn chạy ra khỏi nhà. May mắn thay, Pasika đã gặp Anupong, chủ sở hữu của Andaman Pearl Resort. Anupong yêu mến Pasika như con ruột của mình. Ông giúp đỡ để cô bắt đầu một cuộc sống mới trên đảo Kai Mook bằng cách thuê cô để giúp ông quản lý các khu du lịch của mình.
Có một vụ nổ liên quan đến thuyền của Anupong, Techin (Mik), con trai duy nhất của Anupong, vội vã quay trở lại đảo Kai Mook với mẹ Nalinee. Hòn đảo yên bình gần như bốc cháy khi Nalinee gặp Pasika. Nalinee nghĩ rằng Pasika là tình nhân của chồng cũ mình. Bà cố gắng làm mọi cách đuổi cô khỏi hòn đảo. Tuy nhiên, cô không thể làm như vậy vì Anupong đã quy ước rằng Pasika sẽ phải làm việc tại khu nghỉ mát trong hai năm và hỗ trợ Techin trong việc quản lý resort. Điều này bắt buộc Techin và Pasika phải làm việc cùng nhau trong khi giữa họ là những bất đồng, xung đột, nghi kị. Trước đây Techin đã gặp Pasika ở nước ngoài, Techin đã phải lòng Pasika ngay từ cái nhìn đầu tiên. Tuy nhiên, Techin đã vô cùng thất vọng khi thấy người phụ nữ trong mộng của mình hóa ra lại là người tình của cha mình. Vì lý do này, Techin cảm thấy tức giận, tổn thương nên đã làm tất cả có thể để có thể chống lại Pasika. Tuy nhiên, Pasika có thể chịu đựng tất cả mọi thứ
Trong khi đó, Mattana, Piraya, và Panat, mẹ của Pasika chị gái và anh rể, rất quan tâm đến Pasika. Panat sau đó ra lệnh cho em trai mình, cũng là anh trai cùng cha khác mẹ của Pasika là Pasin (PRACH), đến tìm cô trên đảo Kai Mook. Pasika rất vui khi gặp lại Pasin và đã giúp Pasin tìm một công việc tại khu nghỉ mát. Để làm như vậy, Pasin cải trang mình như một thợ sửa máy. Ở đó, anh gặp Jirayu (Gunjae), cháu gái của Maneekarn, là người bạn thân với Nalinee. Mẹ của Techin cố gắng tác hợp cho con trai với Jirayu được ở bên nhau. Tuy nhiên, cả hai lại không quan tâm đến nhau.
Hơn nữa, Pasika bắt đầu tham khảo ý kiến với Techin về một người đã biển thủ tiền từ Andaman Pearl. Cả hai phải ngưng các cuộc chiến của họ và cùng nhau hợp tác để tìm ra thủ phạm. Không lâu sau Pasika trở thành mục tiêu vì cuộc điều tra của họ. Một quả bom đã được đặt trên thuyền mà cô đang ngồi trong và Pasika bị thương nặng. Tim Techin gần như ngừng đập khi điều này xảy ra và đó cũng là khi anh biết rằng Pasika luôn luôn trong trái tim của mình. Techin sau đó quan tâm và chăm sóc tốt cho Pasika. Techin yêu cầu Saksan, người bạn cảnh sát của mình điều tra và tìm ra những người đặt bom trong thuyền.
Mối quan hệ giữa Techin và Pasika trở nên tốt hơn. Tuy nhiên, mẹ Techin luôn phản đối họ ở bên nhau và không từ mọi thủ đoạn để tách họ ra.

## Diễn viên
- Mick Tongraya vai Techin / Te
- Stephany Auernig vai Pasika/ Pan
- Parntong Boontong vai Jirayu/ Jin
- Prach Poramin vai Pasin/ Pat
- Sammy Cowell vai Piraya/ Pin
- Thanwa Suriyajak vai Panat/ Non
- Pornsawan Mathachot vai Sirinada
- Ummarin Simaroj vai Songsak
- Jayjintai Untimanon vai Saksan
- Pratamaporn Rattanapakdee vai Pranee
- Nussara Pawanna vai Nuan Prang
- Kriengkrai Oonhanun vai Anupong (bố Techin)
- Savitree Samipak vai Nalinee (mẹ Techin)
- Wanvipa Yokakul vai Sudarat
- Angsana Buranon vai Maneekarn
- Pimpan Chalaikupp vai Nuan Thip
- Nong Maikan vai Veeraparb
- Rong Kaomulkadee vai Prakop

## Ca khúc nhạc phim
- เธอไม่ควรเข้ามาในชีวิต / Ter Mai Kuan Kao Ma Nai Cheewit (You Shouldn't Have Came Into My Life) - Mariam B5
- ไม่เคย  / Mai Koie (Never) - 25 Hours

## Rating
| Tập        | Ngày phát sóng | Rating |
| ---------- | -------------- | ------ |
| 1          | 05/16/2016     | 7.05   |
| 2          | 05/17/2016     | 8.43   |
| 3          | 05/23/2016     | 8.54   |
| 4          | 05/24/2016     | 9.29   |
| 5          | 05/30/2016     | 9.74   |
| 6          | 05/31/2016     | 9.2    |
| 7          | 06/06/2016     | 8.89   |
| 8          | 06/07/2016     | 9.28   |
| 9          | 06/13/2016     | 8.84   |
| 10         | 06/14/2016     | 10.3   |
| 11         | 06/20/2016     | 9.77   |
| 12         | 06/21/2016     | 10.13  |
| 13         | 06/27/2016     | 9.9    |
| 14         | 06/28/2016     | 10.25  |
| 15         | 07/04/2016     | 10.46  |
| 16         | 07/05/2016     | 10.73  |
| Trung bình |                | 9.43   |

## Lưu ý
- Đây là phần 2 của loạt phim The Fire Series (phần 1 là Lửa cháy tình nồng). Năm 2014 có thông tin phim do Công ty Mum Mai sản xuất nhưng cuối cùng lại do Pordeecom thực thiện.
- Sukollawat Kanarot và Peechaya Wattanamontree được cho là sẽ đảm nhận vai nam nữ chính nhưng cuối cùng họ không tham gia mà chuyển sang đóng Lah Ruk Sut Kob Fah (Theo đuổi tình yêu đến tận cùng thế giới).
- Do nhận được thành công khi phát sóng, Biển lửa đã tăng thêm số tập.
- Stephany rất trông chờ vào lần hợp tác đầu tiên này với Mick vì cô ấy có thể mang giày cao gót thường xuyên trong các cảnh quay. Do chiều cao của mình mà Stephany đã không thể mang giày cao gót khi hợp tác với các nam diễn viên trước đó.
- Mick nói rằng anh đã rất xấu hổ khi phải đeo hoa tai cho Stephany trong phim vì trước đây anh chưa bao giờ chạm vào tai của một người phụ nữ trước, cũng như anh đã phải bôi kem chống nắng lên lưng Stephany trong khi họ đang ở bãi biển.
- Trong quá trình quay ngoại cảnh ở Tây Ban Nha, nhiều người nước ngoài muốn được chụp ảnh với Mick vì anh quá đẹp trai. Do Stephany là người duy nhất có thể nói được một chút tiếng Tây Ban Nha, Mick đã nhờ cô đi khắp nơi với anh và các diễn viên khác để phiên dịch cho họ khi ở Tây Ban Nha.
- Bộ phim này đạt rating cao nhất Đài 7 năm 2016 và đứng thứ nhì chỉ sau phim Nữ thần rắn của Channel 3.